# WWE Hell in a Cell (2021)
WWE Hell in a Cell 2021 war eine Wrestling-Veranstaltung der WWE, die als Pay-per-View auf dem WWE Network ausgestrahlt wurde. Sie fand am 20. Juni 2021 im Yuengling Center in Tampa, Florida, Vereinigte Staaten statt. Es war die 13. Austragung des Hell in a Cell seit 2009. Die Veranstaltung fand zum dritten Mal nach 2020 in Florida statt.

## Hintergrund
Im Vorfeld der Veranstaltung wurden sechs Matches angesetzt. Diese resultierten aus den Storylines, die in den Wochen vor dem Pay-Per-View bei Raw und SmackDown, den wöchentlichen Shows der WWE gezeigt wurden.
Das Hell An A Cell Match um die WWE Universal Championship zwischen Roman Reigns und Rey Mysterio wurde von der Matchcard genommen. Dies fand hierfür bei der SmackDown-Ausgabe am 18. Juni 2021 statt.

## Ergebnisse
| Matchart                                                   |                   |             |                 | Zeit  |
| ---------------------------------------------------------- | ----------------- | ----------- | --------------- | ----- |
| Singles-Match Pre-Show-Match                               | Natalya           | bes.        | Mandy Rose      | 9:39  |
| Hell-in-a-Cell-Match um die SmackDown Women’s Championship | Bianca Belair (C) | bes.        | Bayley          | 19:44 |
| Singles-Match                                              | Seth Rollins      | bes.        | Cesaro          | 16:12 |
| Singles-Match                                              | Alexa Bliss       | bes.        | Shayna Baszler  | 6:55  |
| Singles-Match                                              | Sami Zayn         | bes.        | Kevin Owens     | 12:40 |
| Singles-Match um die Raw Women’s Championship              | Charlotte Flair   | bes. via DQ | Rhea Ripley (C) | 14:12 |
| Hell-in-a-Cell-Match um die WWE Championship               | Bobby Lashley (C) | bes.        | Drew McIntyre   | 25:43 |

| Funktion      | Name            |
| ------------- | --------------- |
| Kommentatoren | Byron Saxton    |
| Kommentatoren | Pat McAfee      |
| Kommentatoren | Jimmy Smith     |
| Kommentatoren | Corey Graves    |
| Kommentatoren | Michael Cole    |
| Pre-Show      | Kayla Braxton   |
| Pre-Show      | Peter Rosenberg |
| Pre-Show      | Jerry Lawler    |
| Pre-Show      | JBL             |
| Pre-Show      | Sonya Deville   |
| Ringansager   | Mike Rome       |
| Ringansager   | Greg Hamilton   |

## Besonderheiten
- Aufgrund der Corona-Pandemie wurde der Pay-Per-View im WWE ThunderDome ausgestrahlt. Es waren nur virtuelle Zuschauer anwesend.